# José Navarro Morenés
José Navarro Morenés (Madrid, 8 december 1897 - Madrid, 3 december 1974) was een Spaans ruiter, die gespecialiseerd was in springen. 
Navarro nam driemaal deel aan de Olympische Spelen en behaalde bij zijn tweede deelname zijn beste prestatie door op de rug van Zapatazo als vijfde te eindigen individueel en met zijn ploeggenoten de gouden medaille te winnen in de landenwedstrijd. Twintig jaar later nam Navarro voor de derde maal deel aan de spelen in 1932 stuurde Spanje geen ruiters naar de spelen, in 1936 was Spanje afwezig vanwege de Spaanse Burgeroorlog en 1940 en 1944 werden geschrapt vanwege de Tweede Wereldoorlog, twintig jaar na zijn vorige olympische optreden won hij de zilveren medaille in de landenwedstrijd.

## Resultaten
- Olympische Zomerspelen 1924 in Parijs 30e individueel springen met Quorum
- Olympische Zomerspelen 1924 in Parijs 8e landenwedstrijd springen met Quorum
- Olympische Zomerspelen 1928 in Amsterdam 5e individueel springen met Zapatazo
- Olympische Zomerspelen 1928 in Amsterdam  landenwedstrijd springen met Zapatazo
- Olympische Zomerspelen 1948 in Londen 10e individueel springen met Grande Couronne
- Olympische Zomerspelen 1948 in Londen  landenwedstrijd springen met Grande Couronne

1912: Lewenhaupt, Kilman, von Rosen ·
1920: König, von Rosen, Norling ·
1924: Thelning, Ståhle, Lundström ·
1928: Navarro, Álvarez, García ·
1936: Hasse, von Barnekow, Brandt ·
1948: Mariles, Uriza, Valdés ·
1952: White, Stewart, Llewellyn ·
1956: Winkler, Thiedemann, Lütke-Westhues ·
1960: Winkler, Thiedemann, Schockemöhle ·
1964: Schridde, Jarasinski, Winkler ·
1968: Day, Gayford, Elder ·
1972: Ligges, Wiltfang, Steenken, Winkler ·
1976: Parot, Rozier, Roguet, Roche ·
1980: Tsjoekanov, Poganovsky, Asmaje, Korolkov ·
1984: Fargis, Homfeld, Burr Howard, Smith ·
1988: Beerbaum, Brinkmann, Hafemeister, Sloothaak ·
1992: Raijmakers, Romp, Tops, Lansink ·
1996: Sloothaak, Nieberg, Kirchhoff, Beerbaum ·
2000: Beerbaum, Nieberg, Ehning, Becker ·
2004: Wylde, Ward, Madden, Kappler ·
2008: Ward, Kraut, Simpson, Madden ·
2012: Skelton, Maher, Brash, Charles ·
2016: Rozier, Staut, Bost, Leprévost ·
2020: von Eckermann, Baryard-Johnsson, Fredricson ·
2024: Maher, Charles, Brash